# Житомирський музичний фаховий коледж ім. В.С. Косенка
50°14′58″ пн. ш. 28°39′57″ сх. д. / 50.24944° пн. ш. 28.66583° сх. д.
Житомирський музичний фаховий коледж ім. В. С. Косенка Житомирської обласної ради — заклад фахової передвищої освіти мистецького спрямування, що здійснює підготовку фахових молодших бакалаврів за спеціальністю 025 «Музичне мистецтво» за 7-а спеціалізаціями: «Фортепіано», «Оркестрові струнні інструменти», «Оркестрові духові та ударні інструменти», «Народні інструменти», «Хорове диригування», «Спів» та «Теорія музики». До 2020 відомий як Житомирське музичне училище ім. В. С. Косенка.

## Історія
Житомирське музичне училище веде свою історію від 1905 року, коли при Житомирському відділенні Імператорського Російського музичного товариства було відкрито музичні класи — перший спеціальний музичний заклад на Волині.
1911 року музичні класи перетворили на училище. Його випускники складають блискучу плеяду діячів вітчизняної культури. Це виконавці-інструменталісти, видатні співаки, педагоги, композитори: Михайло Скорульський, Олександр Білаш, Олександр та Дмитро Стецюки, Анатолій Білошицький, Сергій Жуков, Сергій Ярунський (Степанюк), брати Станіслав Ольшевський і Владислав Ольшевський, Віталій Вишинський, диригенти: Вадим Гнєдаш, Леонід Джурмій, співачки: Зоя Гайдай, Ольга Микитенко та багато інших.

Косенко Віктор Степанович.

Від 1918 року в училищі викладав композитор Віктор Косенко. 1938 року училищу надано його ім'я. 2020 заклад отримав сучасну назву
Серед випускників училища — лауреати Міжнародних конкурсів, заслужені та народні артисти України, професори провідних навчальних закладів України, близького та далекого зарубіжжя.
З великим успіхом виступають колективи училища на найкращих сценах України. Лауреатом Всеукраїнських конкурсів є духовий оркестр училища Численні нагороди з Міжнародних конкурсів привозять учасники відомого тріо баяністів. Неодноразовими лауреатами Міжнародних конкурсів є багато студентів училища.
Широкий резонанс має багаторічна подвижницька діяльність бандуриста Миколи Нечипоренка, лауреата численних конкурсів, лауреата премії ім. І. Огієнка, заслуженого працівника культури України.
Доброю традицією стали щорічні прем'єри творів світової класики у виконанні студентів та викладачів училища (опери «Ноктюрн» М. Лисенка, «Сільська честь» П. Масканьї, «Євгеній Онєгін» П. Чайковського, «Катерина» М. Аркаса, сценічна кантата «Карміна Бурана» К. Орфа, «Глорія» А. Вівальді, «Реквієм» В. Моцарта та інші).
Училище є важливим центром музичного просвітництва на Житомирщині. На його базі засновано Всеукраїнське товариство Едварда Гріга.

## Педагоги
Серед викладачів, які працювали чи досі працюють у музичному училищі:
- Л. В. Арапов
- Л. П. Бакланова
- Д. Й. Бараш
- Е. А. Белінська
- Г. О. Белінський
- В. Г. Бесчастний
- Н. В. Біленька
- Л. Т. Близнюк
- Н. Ф. Бодашко
- М. М. Будзінський
- Л. М. Вайнштейн
- Б. Валейніков
- В. М. Васильєв
- Л. Є. Васильєва
- О. О. Вацек
- С. Ф. Віннік
- Ю. В. Воєводін
- П. Гаркуша
- Г. Г. Горлова
- Р. С. Готлиб
- В. Гребельська
- Л. Ю. Гуральник
- В. Ф. Гуцал
- Гуцул
- Довгалюк
- I. А. Древецький
- М. А. Єнін
- В. П. Задерацький
- В. І. Заяць
- Е. С. Каплун
- С. А. Каплун
- В. І. Карамишев
- В. А. Киреєв
- О. П. Клименко
- В. Й. Козловський
- Ю. С. Корецький
- В. С. Косенко
- О. А. Кравченко
- А. А. Ланіс
- А. П. Литвин
- М. С. Лукашенко
- С. В. Малаховський
- Маркус
- Матвєєва
- Л. В. Мелевич
- А. С. Михайлов
- I. М. Мостовий
- Е. Б. Набедрик
- А. І. Нестеренко
- Е. І. Ніколаєвська
- В. Ф. Носков
- Г. М. Оганезов
- В. В. Омельчук
- В. В. Оробінська
- Г. Островська
- І. Ф. Очеретяна
- Л. П. Панфілова
- М. М. Паршин
- В. М. Полищук
- Л. І. Попова
- З. А. Прокудіна
- Л. М. Резнікова
- Л. Г. Ржанська
- Г. З. Ройтфарб
- В. І. Севрук
- Д. І. Сірий
- А. Г. Скакун
- Е. І. Сойфер
- Ю. А. Стахурскій
- Д. О. Стецюк
- В. Стрелков
- В. В. Струков
- Тітов
- Г. К. Федорченко
- Л. І. Філь
- Б. М. Фішерман
- Е. Л. Харитонова
- О. О. Харитонов
- О. В. Ходаківський
- Г. Н. Хубіяров
- О. В. Цапко
- Д. І. Цибенко
- І. Г. Чалишева
- О. В. Черкашина
- В. Т. Чумак
- Г. С. Ший
- А. І. Шиндель
- А. І. Шкляров
- З. А. Януліс

Викладач вокалу О. С. Варьоха виховав багато професійних співаків, які стали всесвітньовідомими виконавцями.

## Випускники
Серед багатьох студентів які після закінчення музичного училища вступили до різних ВУЗів були:
- співачка зі світовим іменем Зоя Гайдай,
- альтист Анатолій Гаєнко,
- баяніст Олександр Сіренко,
- баяніст Юрій Турчин,
- баяніст Володимир Гавриленко,
- баяніст Віталій Штейнгольц,
- баяніст Віктор Омельчук,
- баяніст Олександр Клименко,
- баяніст і військовий диригент Бажалкін,
- валторніст Петро Матяш,
- валторніст Володимир Олексієнко,
- валторніст Валерій Пінчук,
- валторніст Ярослав Черний,
- валторніст Олександр Семенов,
- валторніст Володитир Шиш,
- валторніст Марк Пешков,
- валторніст і військовий диригент Василь Матвійчук,
- валторніст і військовий диригент Петро Гаркуша,
- гобоїст Михайло Севрук,
- гобоїст Ярослав Пінчук,
- гобоїстка Валентина Гончаренко,
- диригент Вадим Гнєдаш,
- диригент В. Талах,
- диригент Дмитро Сірий,
- диригент і кларнетист Леонід Джурмій,
- диригент і кларнетист Борис Фішерман,
- військовий диригент Володимир Детистов,
- кларнетист і диригент Валерій Заєць,
- кларнетист і диригент Г. Оганезов,
- кларнетист Владислав Янковський,
- кларнетист Михайло Глузман,
- кларнетист Григорий Глузман,
- кларнетист Віктор Горностай,
- кларнетист Олександр Кравчук,
- кларнетист Віктор Ель,
- кларнетист Іван Красуцький,
- кларнетист Володимир Кириченко,
- кларнетист і диригент Борис Турчинський,
- кларнетист і військовий диригент Михайло Гаркуша,
- композитор Олександр Білаш,
- композитор Олександр Стецюк (Шиндель),
- композитор Євген Стецюк
- композитор Дмитро Стецюк
- композитор Олександр Ческіс,
- композитор Анатолій Білошицький,
- композитор Жуков Сергій,
- композитор Сергій Ярунський,
- композитор і музикознавець Віталій Вишинський
- композитор Станіслав Ольшевський,
- композитор Володимир Ольшевський,
- композитор Іван Мамайчук,
- контрабасист Володимир Волошин,
- контрабасист Віктор Кузьмінський,
- піаніст Олександр Горностай,
- піаніст Володимир Лясковський,
- піаністка Тетяна Борук (Пономарьова),
- піаністка Елеонора Набедрик,
- піаніст Марк Чернорудський,
- піаністка Наталія Чуркова,
- скрипаль Дмитро Вакс,
- скрипалька Юлія Вайтман,
- скрипаль Леонід Ейсмонт,
- скрипаль Сергій Охрімчук,
- скрипаль Ігор Уставщиков,
- теоретик Валентина Закусило(Оробінська),
- теоретик Олександр Ланіс,
- теоретик Наталія Теслюкевич(Біленька),
- трубач Семен Бойко,
- трубач Григорий Грицюк,
- трубач Руслан Грядунов,
- трубач Микола Гудзь,
- трубач Микола Гуцол,
- трубач Ігор Домбровський,
- трубач Юрий Лобода,
- трубач Юрій Фещук,
- тубіст Віктор Уницький,
- тубіст Пінчук,
- тубіст А. Й. Клименко,
- тубіст Борис Мойсеенко,
- тубіст і військовий диригент I. Файдун,
- тромбоніст Г. Ройтфарб,
- тромбоніст Іван Йотко,
- тромбоніст В. Новак,
- тромбоніст Давід Шапіро,
- тромбоніст і диригент Вячеслав Старченко,
- ударні інструменти Георгій Оробінський
- хормейстер Валерій Свінціцький,
- хормейстер Жана Стаднік,
- хормейстер Григорий Харковина,
- хормейстер Валентина Хіля,
- хормейстер Іван Редчиць,
- хормейстер Чумак,
- фаготист Генадій Турчинський,
- флейтист Михайло Войналович,
- флейтист М. Краснокуцький,
- флейтист Надточій,
- флейтист Олексій Матвієнко,
- Володимир Присяжний[2]).

У 2006—2011 році співак Артем Кондратюк закінчив Житомирське музичне училище ім. В. С. Косенка (диригентсько-хоровий відділ).[]
За роки свого існування училище випустило багато талановитої молоді яка працює в різних культурно-освітянських та професійних колективах не тільки України, але й Росії, Ізраїлю, США, Німеччини, Австралії, Чехії, Польщі, Угорщини, Франції, Іспанії та багато інших країн. Слід відмітити, що випускники духового відділення майже всі пройшли через практику гри у військових духових оркестрах.
Багато випускників закінчили військово-диригентський факультет при Московській консерваторії і стали відомими радянськими військовими диригентами та педагогами. Серед них Детистов, Лукашенко Михайло, Дмитро Сірий, Іван Йотко, Бажалкін, Василь Матвійчук, Петро та Михайло Гаркуши, Олександр Семенов, Євген Вайбрант. В багатьох військових оркестрах області та і сусідніх регіонів працювали і працюють музиканти строкової служби. Серед них слід відзначити кларнетистів Олександра Кравчука, Бориса Турчинського, Олександра Фесюка; валторністи Микола Вдовиченко, Борис Кириченко, Василь Яковчук; флейтисти Василь Євтушок, Михайло Войналович; трубачі Олександр Куліш, Павло Герасимчук та інші.

## Відділи
- Фортепіано
- Викладач, концертмейстер, артист ансамблю
- Керівник оркестру
- Оркестрові струнні інструменти
- Викладач, артист оркестру (ансамблю)
- Керівник оркестру
- Оркестрові духові та ударні інструменти
- Викладач, артист оркестру, ансамблю
- Керівник оркестру
- Народні інструменти (акордеон, баян, гітара, бандура)
- Викладач, артист оркестру, ансамблю
- Керівник оркестру, ансамблю
- Спів
- Артист хору, ансамблю,
- Викладач
- Хорове диригування
- Керівник хору, викладач, вчитель музики
- Теорія музики
- Викладач музично-теоретичних дисциплін